# 13227 Poor
13227 Poor eller 1997 SR8 är en asteroid i huvudbältet som upptäcktes den 27 september 1997 av Spacewatch vid Kitt Peak-observatoriet. Den är uppkallad efter Kim Poor.
Asteroiden har en diameter på ungefär 10 kilometer och den tillhör asteroidgruppen Hygiea.